# 2-а Долина
2-а Долина (рос. 2-я Долина) — присілок в Совєтському районі Курської області Російської Федерації.
Населення становить 22 особи. Входить до складу муніципального утворення Александровська сільрада.

## Історія
Населений пункт розташований на території українського етнічного та культурного краю Східна Слобожанщина.
Від 2004 року входить до складу муніципального утворення Александровська сільрада.

## Населення
| 2002 | 2010 |
| ---- | ---- |
| 32   | ↘22  |